# La Jemaye
La Jemaye is een plaats en voormalige gemeente in het Franse departement Dordogne in de regio Nouvelle-Aquitaine en telt 104 inwoners (2009). De plaats maakt deel uit van het arrondissement Périgueux.

## Geschiedenis
Op 1 januari 2017 fuseerde La Jemaye met Ponteyraud tot de commune nouvelle La Jemaye-Ponteyraud. De beide plaatsen kregen de status van commune déléguée maar die status werd op 1 januari 2025 opgeheven.

## Geografie
De oppervlakte van La Jemaye bedraagt 26,0 km², de bevolkingsdichtheid is dus 4 inwoners per km².
De onderstaande kaart toont de ligging van La Jemaye met de belangrijkste infrastructuur en aangrenzende gemeenten.

## Demografie
Onderstaande figuur toont het verloop van het inwonertal.